# Francisco Espartaco García Estrada
Francisco Espartaco García Estrada (* 4. Juni 1920 in Zacatecas (Stadt); † 10. Juni 2004) war ein mexikanischer Botschafter.

## Leben
Er studierte Rechtswissenschaft am Instituto de Ciencias y Letras, erhielt 1949 ein entsprechendes Diplom und lehrte in dieser Einrichtung.
Von 1956 bis 1962 war Francisco Espartaco García Estrada Gouverneur des Bundesstaates Zacatecas.
1957 herrschte in Zacatecas wegen einer Trockenheit und niedriger Preise für Blei, Zink und Kupfer eine Wirtschaftskrise.
1959 wurde in Zacatecas von der Bundesregierung Adolfo López Mateos das Ejército Mexicano gegen die Bevölkerung eingesetzt.
1964 war er Ersatzvertreter der mexikanischen Regierung bei den internationalen Organisationen in Genf.
1969 in seiner Zeit als Botschafter in Warschau lieferte er den 160.000 Bruttoregistertonnen Frachter Bieszczady in Stettin an die Polska Zegluga Morska (PZM).
1973 in seiner Zeit als Botschafter in Santo Domingo Dominikanische Republik, hatte Pedro Antonio Casado Jiménez (Pipilo * 1944 in Estero Hondo) ein Mitglied des Movimiento Popular Dominicano in der Botschaft Asyl erhalten. Casado drohte Cuitlahua García mit einer Handgranate und einem Benzinkanister in die Luft zu sprengen, falls ihm kein freies Geleit aus der Dominikanischen Republik gewährt würde. Casado ließ auf dem Flughafen Las Américas den 12-jährigen frei.
Er heiratete María Concepción Medina. Ihre Kinder sind Leobardo, María Concepción, Laura, Francisco, Cuitlahua (* 1961) und die am 6. Oktober 1951 geborene Amalia García.
Estrada starb an Nierenversagen.

## Veröffentlichungen
- En tiempos de Don Panchito. B. Alvarez Serrano, Zacatecas 2005.
- La Historia Comun de Filipinas y Mexico.

| Vorgänger             | Amt                                                                          | Nachfolger               |
| --------------------- | ---------------------------------------------------------------------------- | ------------------------ |
| José Minero Roque     | Gouverneur von Zacatecas 1956 bis 1962                                       | José Rodríguez Elías     |
| José Muñoz Zapata     | Mexikanischer Botschafter in Manila 3. Juni 1965 bis 20. Juli 1968           | Federico Barrera Fuentes |
| Delfín Sánchez Juárez | Mexikanischer Botschafter in Warschau 31. August 1968 bis 30. November 1969  | Mauro Gómez Peralta      |
| Mauro Gómez Peralta   | Mexikanischer Botschafter in Santo Domingo 3. Februar 1970 bis 30. Juni 1977 | Rafael del Villar Toledo |